# Пентагон-сити (станция метро)
Пентагон-сити (англ. Pentagon City) — подземная пересадочная станция Вашингтонгского метро на Синей линии и Жёлтой линии. Она представлена двумя боковыми платформами. Станция обслуживается Washington Metropolitan Area Transit Authority. Расположена в Пентагон-сити на углу Hayes Street и 12-й улицы, между Army-Navy Drive и югом 15-й улицы. Пассажиропоток — 9.936 млн. (на 2007 год).
Станция была открыта 1 июля 1977 года.
Открытие станции было совмещено с завершением строительства ж/д линии длиной 19,0 км, соединяющей Национальный аэропорт и РФК Стэдиум и открытием станций Арлингтонское кладбище, Вашингтонский национальный аэропорт имени Рональда Рейгана, Истерн-Маркет, Кристал-сити, Кэпитал-Саут, Л'Энфант плаза, Мак-Фёрсон-сквер, Пентагон, Потомак-авеню, Росслин, Смитсониан, Стэдиум-Армэри, Фаррагут-Уэст, Федерал-Сентер Саут-Уэст, Федерал-Триэнгл и Фогги-Боттом — ДВЮ. Жёлтая линия обслуживает станцию со времени открытия 30 апреля 1983 года.